# Акуді
Акуді́ (рос. Акуди, башк. Акуди) — село (у минулому присілок) у складі Бірського району Башкортостану, Росія. Входить до складу Старобазановської сільської ради.
Населення — 467 осіб (2010; 419 у 2002).
Національний склад:
- марійці — 86 %